# Callionymus fluviatilis
Callionymus fluviatilis es una especie de peces de la familia Callionymidae en el orden de los Perciformes.

## Distribución geográfica
Se encuentra desde el India hasta el Vietnam.